# Marie Jepsen
Pour les articles homonymes, voir Jepsen.
Marie Jepsen, née le 27 mars 1940 à Nørre Nissum et morte le 20 octobre 2018, est une femme politique danoise.
Membre du Parti populaire conservateur, elle siège au Parlement européen de 1984 à 1994.